# La Reina (El Salvador)
La Reina é um município do departamento de Chalatenango, em El Salvador. Sua população estimada em 2007 era de 2 013 habitantes.